# Рутулы
Рутулы (лат. Rutuli, от первоначального Rudhuli, «рыжие») — народ древней Италии, населявший город Ардея и его окрестности на побережье Лациума (совр. Лацио), недалеко от Ариции, а также западную часть территории Вольсков. По форме своего имени их ставят в один ряд с сикулами (древнее сицилийское племя) и апулами, вероятно, также с италами, чьё настоящее италийское название, вероятно, было бы витулы. Это позволяет предположить, что они принадлежат к довольно раннему пласту индоевропейского населения Италии. То же самое предполагает традиция, принятая или сформированная Вергилием, согласно которой лидером народа этих земель во время их сопротивления заселению Энея был рутульский князь Турн, имя которого (если на основе этого имени можно основывать какое-либо предположение), скорее указывает на Этрурию, чем на какой-либо однозначно италийский источник; Турн представлен в качестве того, кто дал убежище для изгнанного этрусского царя Мезенция и взял в руки оружие, чтобы защитить его от разгневанных подданных. Плиний (III, § 6) относит их вместе с сикулами к первобытным племенам, населявшим в то или иное время часть Лациума, и они не включены в тридцать латинских общин, когда-то принимавших участие в Латинском Фестивале на горе Албан.
Происхождение рутулов остаётся неизвестным. Об этнической принадлежности рутулов ведутся дискуссии: в разное время их причисляли к этрускам, умбрам или лигурам.
По преданию, пересказанному Вергилием, рутулы, со своим царём Турном, участвовали в союзе туземных италийских притибрских племён, вооружившихся против пришельца Энея и его спутников. Рутулы были покорены римлянами.

## История
Начиная с 334 года в Самниуме рутулами был основан ряд колоний. В 314 году аврунки были покорены рутулами, а их область — поделена между рутульскими колонистами.
Согласно Титу Ливию, рутулы вступили в войну против аборигенов (будущих латинов) и троянцев после того, как Эней женился на Лавинии, ранее обещанной Турну. В первом сражении рутулы потерпели поражение, а царь Латин погиб.
Ливий не сообщает об исходе последующего столкновения рутулов и их союзников-этрусков во главе с царём Мезенцием с латинянами, а ограничивается сообщением о том, что Эней погиб в том бою.
Во времена консулов Тита Ларция и Квинта Клелия Сикула (498 г. до н. э.) рутулы были одним из народов, с которыми римляне и латиняне пытались заключить союз перед битвой у озера Регилл. Рутулы оказались между двумя сторонами и вступили в переговоры и с римлянами, и с латинами. Рутулы заключили союз с латинами, но при этом заявили римлянам, что готовы договориться для них (римлян) о более мягких условиях с латинами, если римляне согласятся принять важнейшие требования рутулов.
Наиболее значительные археологические находки, относящиеся к рутулам, были сделаны на акрополе Ардеи и в близлежащих районах между морем и холмами, а также на плато Казаладзара.

## Рутулы в «Энеиде»
В поэме Вергилия рутулы изображены как смелые и доблестные воины, готовые на всё ради своего царя Турна, когда тот объявил войну троянцам. Однако их поражение объясняется в основном военной неопытностью, так как большинство рутулов были слишком молоды.
В начале войны объединённая италийская армия окружила троянскую цитадель, воспользовавшись временным отсутствием Энея. Однако ночью Эвриал и Нис, два друга из войска Энея, пробрались в лагерь италийцев, когда те спали. Они устроили резню: Нис первым начал убивать врагов, перерезав горло италийскому царю Рамнету, союзнику Турна, а затем устроил бойню в шатре рутулов, обезглавив молодого вождя Рема и других воинов, включая юного Серрана. Многие другие соратники Турна погибли от руки Эвриала.
Однако оба троянца были вскоре обнаружены и убиты рутульским всадником Волцентом.
На следующий день обстоятельства снова сложились в пользу рутулов, несмотря на гибель Нумана, зятя Турна, от руки Аскания. Разъярённый потерей родственника, Турн прорвался в лагерь троянцев и убил многих врагов, пока не оказался отброшенным обратно соратниками Энея.
Возвращение Энея изменило ход войны: с этого момента италийцы уже не смогли оправиться, хотя Турн успел убить в поединке аркадского вождя Палланта, главного союзника Энея. Троянский герой, сея хаос среди латинов, атаковал ставку италийского войска и убил двух верных сподвижников Турна, Антея и Луку.
Вернувшись в бой и победив приверженцев мира в своём народе, Турн собрал силы для решающего сражения. После первой битвы, закончившейся новыми большими потерями италийцев, последовало перемирие, вскоре нарушенное. В последнем поединке Турн сразился с Энеем и погиб.